# لوسرنا سن جیووانی
لوسرنا سن جیووانی (به ایتالیایی: Luserna San Giovanni) یک کومونه در ایتالیا است که در استان تورین واقع شده‌است.

## خصوصیات
لوسرنا سن جیووانی ۱۷٫۷ کیلومترمربع مساحت و ۷٬۸۲۰ نفر جمعیت دارد.